# Розширений всесвіт DC
Розширений всесвіт DC або DCEU (англ. DC Extended Universe) — вигаданий всесвіт, колишня медіафраншиза, що об'єднувала супергеройські фільми та інші продукти, засновані на коміксах компанії DC Comics і розроблені компанією Warner Bros. Франшиза була запущена у 2013 році та через 10 років була закрита та перезапущена як «Всесвіт DC».
У всесвіт входять 16 фільмів («Людина зі сталі», «Бетмен проти Супермена: На зорі справедливості», «Загін самогубців», «Диво-жінка», «Ліга Справедливості», «Аквамен», «Шазам!», «Хижі пташки», «Диво-жінка: 1984», «Ліга Справедливості Зака Снайдера», «Загін самогубців: Місія навиліт», «Чорний Адам», «Шазам! Лють богів», «Флеш», «Синій Жук» та «Аквамен і загублене королівство») та серіал «Миротворець».

## Історія

### Створення та розвиток
У 2002 році Вольфганг Петерсен мав зняти фільм «Бетмен проти Супермена» за сценарієм Аківи Голдсмана, але Warner Bros. відклала проєкт, аби зосередитися на окремих франшизах Супермена та Бетмена. У 2008 році запланований фільм про Лігу Справедливості режисера Джорджа Міллера під назвою «Ліга Справедливості: Смертельна» було відкладено на невизначений термін після того, як йому не вдалося отримати податкові пільги для зйомок в Австралії.
У грудні 2012 року стало відомо, що фільм Зака Снайдера «Людина зі сталі» повинен стати першим фільмом кіновсесвіту DC Comics, пов'язаним з майбутньою екранізацією «Ліги Справедливості». 10 червня 2013 року стало відомо, що Девід С. Ґоєр затверджений автором сценарію «Ліги Справедливості». Кілька днів по тому Девід С. Ґоєр сказав, що у всесвіті фільму «Людина зі сталі» крім Супермена присутній і інший персонаж DC Comics — Бетмен, але цей всесвіт відрізняється від того, який був створений Крістофером Ноланом в його трилогії про Бетмена. Крістіан Бейл (зіграв даного персонажа в трилогії Нолана) відмовився знову повертатися до ролі, ходили чутки, що він нарешті-то погодився на роль Бетмена за великий гонорар, але їх спростували. Тому студії Warner Bros. і DC Comics запросили Бена Аффлека на роль Бетмена.
20 липня 2013 року видання The Hollywood Reporter повідомило, що на San Diego Comic-Con International Зак Снайдер оголосив: сіквел «Людини зі сталі» буде влітку в 2016 році, і в цьому фільмі Супермен буде в одній команді з Бетменом; Генрі Кавілл знову повернеться до своєї ролі, а роль Брюса Уейна виконає Бен Аффлек. Також видання повідомляє, що фільм «Ліга Справедливості» вийде на екрани через рік — у 2017 році. 5 грудня 2013 року був офіційно оголошено, що ізраїльська актриса Галь Гадот виконає роль Диво-жінки. 25 квітня Variety з посиланням на достовірні джерела повідомив про поповнення в акторському складі фільму «Бетмен проти Супермена», Рей Фішер зіграє Віктора Стоуна, більш відомого як Кіборг. Очікується, що його роль буде невеликий, але в прийдешньому фільмі «Ліга справедливості» вона істотно розшириться. В кінці червня стало відомо, що до акторського складу приєднався Скут МакНейрі. У серпні 2014 року в інтерв'ю іспаномовного сайту LaNacion Двейн Джонсон підтвердив, що він зніметься у фільмі про Шазама або про Чорного Адама. Джонсон не повідомив, чи йде мова про сольний фільмі, або його персонаж якось буде задіяний в прийдешньому блокбастері «Бетмен проти Супермена: На зорі справедливості» або ж в «Ліга Справедливості». Однак актор зазначив, що кіновсесвіту і міфологія коміксів пов'язані.
Фільм «Бетмен проти Супермена» не виправдав касових очікувань Warner Bros. і отримав негативні відгуки від фанатів і критиків за свою похмуру тональність. Warner Bros. вирішили, що не слід давати Снайдеру стільки свободи, скільки він мав у двох попередніх фільмах всесвіту, і реорганізували майбутні проєкти DC у новий підрозділ «DC Films». 18 травня 2016 року студія Warner Bros. призначила керівників підрозділу DC Films — креативного директора DC Comics Джеффа Джонса і виконавчого віце-президента Warner Bros. Джона Берга, вони хотіли зробити «Лігу Справедливості» оптимістичнішою та сповненою надії. Коли студію не задовольнила їх праця, вона найняла Джосса Відона написання перезнімання фільму. Зак Снайдер покинув створення «Ліги Справедливості» після смерті своєї доньки у березні 2017 року, а Відон завершив фільм зі значними змінами. «Ліга Справедливості» стала ще одним рейтинговим та комерційним провалом для Warner Bros, і наприкінці 2017 року студія знову переосмислила свій підхід до DC. Берг і Джонс покинули DC Films, а запланований спін-офф про Бетмена переріс у фільм «Бетмен» 2022 року, який не входить у DCEU.
Warner Bros. хотіла, щоб майбутні фільми DCEU були більш самостійними, і не мали такого зв'язку як планувалося раніше. Волтер Хамада був призначений новим президентом DC Films у січні 2018 року. У жовтні того ж року Джеймс Ґанн був найнятий сценаристом і режисером фільму «Загін самогубців: Місія навиліт», самостійного продовження попереднього фільму DCEU «Загін самогубців», який зберіг деяких акторів, але в іншому розповідав власну історію. Над розробкою фільму також працював продюсер Пітером Сафраном, який до цього продюсував деякі фільми DCEU. У травні 2020 року Warner Bros. і Зак Снайдер оголосили, що його оригінальне бачення «Ліги Справедливості» буде випущено на сервісі HBO Max як «Ліга справедливості Зака Снайдера». Президент DC Films наприкінці 2020 року хотів почати випускати спін-оффи DCEU у вигляді телесеріалів для HBO Max, у тому числі спін-офф «Загону самогубців: Місія навиліт» — «Миротворець». На той момент існувало близько 25 інших телесеріалів на основі DC Comics і Хамада хотів об'єднати їх усі за допомогою мультивсесвіту, який був представлений у фільмі «Флеш».

### Придбання компанією Discovery
У 2022 році компанія Discovery завершила придбання DC та її материнської компанії Warner Bros., утворивши нову компанію під назвою Warner Bros. Discovery з Девідом Заславом на посаді генерального директора. Заслав прагнув докорінно змінити DCEU та реструктурувати DC Entertainment, тому почав шукати нового творчого лідера, що буде схожим на президента Marvel Studios Кевіна Файгі та очолить підрозділ й телепроєкти DC. Попри деякі нещодавні успіхи фільмів та серіалів DC, Заслав та Warner Bros. Discovery вважали, що DC недостатньо використовує своїх ключових персонажів, типу Супермена, та їй бракує «послідовної творчої та брендової стратегії». У червні Заслав оголосив, що DC Films буде відокремлено від Warner Bros. у структурі WBD, але підрозділ буде під наглядом голів Warner Bros. Як тимчасових лідерів DC Заслав призначив Майкла Де Луку та Памелу Абді, а президент DC Films, Волтер Хамада, за раніше підписаним контрактом, мав залишатися на посаді ще до кінця року.
На початку серпня WBD вирішила не випускати фільм DCEU «Бетдівчина» ні на HBO Max, ні у кінотеатральний прокат, заявивши, що він «просто не спрацює» і суперечить мандату Заслава робити фільми DC «великими театральними подіями». Після скасування «Бетдівчини» Хамада намагався покинути пост DC Films, але Майкл Де Луку та Памела Абді вмовили його залишитися до прем'єри фільму «Чорний Адам» у жовтні 2022 року. Незабаром після цього Заслав заявив, що йому потрібен новий 10-річний план фільмів DC, і він заручився підтримкою виконавчого директора Disney Алана Ф. Горна в пошуку нового лідера для DC. Восени Генрі Кавілл повернувся до ролі Супермена для епізодичної ролі у фільмі «Чорний Адам». Ця поява суперечила баченню Хамади, та було схвалено Де Лукою та Абді, коли до них безпосередньо звернувся зірка Двейн Джонсон, виконавець ролі Чорного Адама. Джонсон почав просувати ідею створення фільму «Чорний Адам проти Супермена» з Кавіллом у головній ролі, й Warner Bros. почала працювати над сиквелом «Людини зі сталі» з Генрі Кавіллом у головній ролі.
Після розгляду багатьох кандидатів компанія оголосила, що Джеймс Ґанн та Пітер Сафран очолять компанію DC Studios, яка раніше називалася як DC Films. У січні 2023 року Джеймс та Пітер оголосили, що розширений всесвіт DC буде перезапущено як «Всесвіт DC». Протягом 2023 року вийшли чотири останні проєкти DCEU, які були зняти до зміни керівництва: «Шазам! Лють богів», «Флеш», «Синій Жук» та «Аквамен і загублене королівство».

## Проєкти

### Фільми
| Назва                                          | Дата виходу в Україні | Режисер(и)          | Сценарист(и)                               | Продюсер(и)                                                           |
| ---------------------------------------------- | --------------------- | ------------------- | ------------------------------------------ | --------------------------------------------------------------------- |
| Людина зі сталі                                | 20 червня 2013        | Зак Снайдер         | Девід С. Ґоєр                              | Крістофер Нолан, Емма Томас, Дебора Снайдер, Чарльз Ровен             |
| Бетмен проти Супермена: На зорі справедливості | 24 березня 2016       | Зак Снайдер         | Кріс Терріо Девід С. Ґоєр                  | Дебора Снайдер, Чарльз Ровен                                          |
| Загін самогубців                               | 4 серпня 2016         | Девід Еєр           | Девід Еєр                                  | Чарльз Ровен, Річард Сакл                                             |
| Диво-жінка                                     | 1 червня 2017         | Петті Дженкінс      | Аллан Гейнберг                             | Зак Снайдер, Дебора Снайдер, Чарльз Ровен, Річард Сакл                |
| Ліга Справедливості                            | 16 листопада 2017     | Зак Снайдер         | Кріс Терріо Джосс Відон                    | Чарльз Ровен, Дебора Снайдер, Джефф Джонс, Джон Берґ                  |
| Аквамен                                        | 13 грудня 2018        | Джеймс Ван          | Вілл Білл Джефф Джонс                      | Пітер Сафран                                                          |
| Шазам!                                         | 4 квітня 2019         | Девід Ф. Сандберг   | Генрі ГайденДаррен Лемке                   | Пітер Сафран                                                          |
| Хижі пташки (та фантастична Харлі Квін)        | 6 лютого 2020         | Кеті Янь            | Крістіна Годсон                            | Марґо Роббі, Брян Ункелесс, Сью Кролл                                 |
| Диво-жінка 1984                                | 25 грудня 2020        | Петті Дженкінс      | Петті Дженкінс, Джефф Джонс, Девід Калагам | Петті Дженкінс, Чарльз Ровен, Дебора Снайдер, Зак Снайдер, Галь Гадот |
| Ліга справедливості Зака Снайдера              | 18 березня 2021       | Зак Снайдер         | Кріс Терріо                                | Чарльз Ровен, Дебора Снайдер                                          |
| Загін самогубців: Місія навиліт                | 5 серпня 2021         | Джеймс Ґанн         | Джеймс Ґанн                                | Майкл Де Лука, Джефф Джонс, Зак Снайдер, Дебора Снайдер               |
| Чорний Адам                                    | 20 жовтня 2022        | Жауме Колєт-Серра   | Адам Штікель Рорі Гайнс Сохраб Ноширвані   | Двейн Джонсон, Хірам Ґарсіа, Дені Ґарсіа, Бо Флінн і Скот Шелдон      |
| Шазам! Лють богів                              | 17 березня 2023       | Девід Ф. Сандберг   | Генрі Гейден Кріс Морган                   | Пітер Сафран, Джефф Джонс                                             |
| Флеш                                           | 15 червня 2023        | Андрес Мускетті     | Крістіна Годсон                            | Барбара Мускетті, Майкл Диско                                         |
| Синій Жук                                      | 17 серпня 2023        | Анхель Мануель Сото | Гарет Даннет Алькосер                      | Пітер Сафран                                                          |
| Аквамен і загублене королівство                | 25 грудня 2023        | Джеймс Ван          | Девід Леслі Джонсон                        | Джеймс Ван, Пітер Сафран                                              |

### Телесеріали
| Серіал      | Сезон | К-ть епізодів | Дата показу     | Дата показу    | Продюсер(и) |
| Серіал      | Сезон | К-ть епізодів | Прем'єра сезону | Фінал сезону   | Продюсер(и) |
| ----------- | ----- | ------------- | --------------- | -------------- | ----------- |
| Миротворець | 1     | 8             | 13 січня 2022   | 17 лютого 2022 | Джеймс Ґанн |

### Музика

#### Саундреки до фільмів
| Назва                                          | Дата виходу у США | Тривалість                        | Лейбл            |
| ---------------------------------------------- | ----------------- | --------------------------------- | ---------------- |
| Людина зі сталі                                | 11 червня 2013    | - 87:49 - 118:18 (Deluxe Edition) | WaterTower Music |
| Бетмен проти Супермена: На зорі справедливості | 18 березня 2016   | - 71:35 - 90:27 (Deluxe Edition)  | WaterTower Music |
| Загін самогубців                               | 5 серпня 2016     | 50:57                             | Atlantic Records |
| Загін самогубців                               | 5 серпня 2016     | - 72:33 - 93:38 (Digital Edition) | WaterTower Music |
| Диво-жінка                                     | 2 червня 2017     | 78:38                             | WaterTower Music |
| Ліга справедливості                            | 10 листопада 2017 | 101:22                            | WaterTower Music |
| Аквамен                                        | 14 грудня 2018    | 65:07                             | WaterTower Music |

#### Сингли
| Назва                | Дата виходу у США | Фільм               | Тривалість | Виконавець(вці)                                                                 | Лейбл                        |
| -------------------- | ----------------- | ------------------- | ---------- | ------------------------------------------------------------------------------- | ---------------------------- |
| «Heathens»           | 16 червня 2016    | Загін самогубців    | 3:15       | Twenty One Pilots                                                               | AtlanticWarner Bros. Records |
| «Sucker for Pain»    | 24 червня 2016    | Загін самогубців    | 4:03       | Lil Wayne, Wiz Khalifa, Imagine Dragons, Logic та Ty Dolla $ign з X Ambassadors | AtlanticWarner Bros. Records |
| «Purple Lamborghini» | 22 липня 2016     | Загін самогубців    | 3:35       | Skrillex та Rick Ro$$                                                           | AtlanticWarner Bros. Records |
| «Gangsta»            | 1 серпня 2016     | Загін самогубців    | 2:57       | Kehlani                                                                         | AtlanticWarner Bros. Records |
| «To Be Human»        | 25 травня 2017    | Диво-жінка          | 4:01       | Sia з Labrinth                                                                  | WaterTower Music             |
| «Come Together»      | 8 вересня 2017    | Ліга справедливості | 3:13       | Gary Clark Jr. та Junkie XL                                                     | WaterTower Music             |
| «Everybody Knows»    | 10 листопада 2017 | Ліга справедливості | 4:26       | Sigrid                                                                          | WaterTower Music             |
| «Everything I Need»  | 13 грудня 2018    | Аквамен             | 3:20       | Скайлар Грей                                                                    | WaterTower Music             |

### Книги
| Назва                                           | Дата публікації | Автор(и)      | Примітки            | Посилання |
| ----------------------------------------------- | --------------- | ------------- | ------------------- | --------- |
| Man of Steel: The Early Years: Junior Novel     | 30.04.2013      | Frank Whitman |                     | [ 39 ]    |
| Man of Steel: The Official Movie Novelization   | 18.06.2013      | Greg Cox      | Новеллізація фільму | [ 40 ]    |
| Batman v Superman: Dawn of Justice — Cross Fire | 16.02.2016      | Michael Kogge |                     | [ 41 ]    |
| Suicide Squad: The Official Movie Novelization  | 05.08.2016      | Marv Wolfman  | Новеллізація фільму | [ 42 ]    |
| Wonder Woman: Junior Novel                      | 30.05.2017      | Steve Korte   | Новеллізація фільму | [ 43 ]    |
| Wonder Woman: The Official Movie Novelization   | 02.06.2017      | Nancy Holder  | Новеллізація фільму | [ 44 ]    |

### Комікси
| Назва                                                             | Випуск(и) | Дата публикації | Автор(и)                                                              | Художник(и)                                                    | Примітки                                                 | Посилання                                 |
| ----------------------------------------------------------------- | --------- | --------------- | --------------------------------------------------------------------- | -------------------------------------------------------------- | -------------------------------------------------------- | ----------------------------------------- |
| Man of Steel Prequel                                              | 1         | 18.05.2013      | Sterling Gates                                                        | Jerry Ordway                                                   | Рекламний цифровий комікс з Walmart                      | [ 45 ]                                    |
| Warner Bros. Pictures Presents Batman v Superman: Dawn of Justice | 5         | 28.01.2016      | Christos Gage                                                         | Joe Bennet                                                     | Рекламні цифрові приквел-комікси від Dr Pepper           | [ 46 ]                                    |
| General Mills Presents Batman v Superman: Dawn of Justice         | 4         | 28.02.2016      | Jeff Parker, Christos Gage, Marguerite Bennett, and Joshua Williamson | R.B. Silva, Federico Dallochio, Marcus To, and Eduardo Pansica | Рекламний приквел-комікс від General Mills               | [ 47 ]                                    |
| Batman v Superman: Dawn of Justice — Upstairs/Downstairs          | 1         | 29.02.2016      | Christos Gage                                                         | Joe Bennet                                                     | Рекламний цифровий приквел-комікс від Doritos та Walmart | [ 48 ]                                    |
| Suicide Squad — Suicide Blonde                                    | 1         | 02.06.2016      | Tony Bedard                                                           | Tom Derenick; Juan Albarran; Hi-Fi; Lori Jackson               | Рекламний цифровий приквел-комікс від SPLAT hair dye.    | [ 49 ]                                    |
| Mercedes-Benz Presents Justice League                             | 6         | 20.10.2017      | Adam Schlagman                                                        | Jason Badower, Annette Kwok, Michael Heisler                   | Рекламний цифровий міні-комікс від Mercedes Benz         | [ 50 ] [ 51 ] [ 52 ] [ 53 ] [ 54 ] [ 55 ] |

## Хронологія
Більшість фільмів розширеного всесвіту DC не мають чітко вираженої дати подій, тому хронологічний порядок фільмів може різнитися в залежності від джерела. Доволі спірним питанням є також фільм «Ліга Справедливості Зака Снайдера», який офіційно не вважається каноном, проте деякі фільми посилаються на нього.
Підтверджені дані про хронологію всесвіту:
- «Людина зі сталі» відбувається приблизно у 2013 році, після фільмів «Диво-жінка» (1918 рік) та «Диво-жінка 1984» (1984 рік)
- Завершальні сцени фільму «Диво-жінка» відбуваються в теперішньому часі, після подій фільму «Бетмен проти Супермена: На зорі справедливості»
- Події «Бетмен проти Супермена» відбуваються за 18 місяців після подій «Людини зі сталі» та завершується смертю Супермена[58]
- Смерть Супермена згадується у фільмах «Загін самогубців» та «Ліга Справедливості», які відбуваються приблизно за рік та два роки відповідно[59]
- Дати подій у «Лізі Справедливості Зака Снайдера» майже повністю співпадають з кінотеатральним варіантом фільму[59]
- Більшість подій у фільмі «Аквамен» відбувається за кілька місяців після «Ліги Справедливості»[60][59]
- «Шазам!» відбувається під час різдвяного сезону 2018 року[61]
- «Шазам! Лють богів» відбувається приблизно за два роки після попереднього фільма про Шазама[62]
- Події фільму «Хижі пташки (та фантастична Харлі Квін)» стаються у 2020 році[63]
- «Загін самогубців: Місія навиліт» відбувається у 2021 році[64]
- Серіал «Миротворець» діє через п'ять місяців після подій фільму «Загін самогубців: Місія навиліт»[65]
- Більшість подій фільму «Чорний Адам» відбуваються у 2022 році[66][59]
- Фільм «Флеш» починається після всіх попередніх фільмів[67][59]

## Персонажі та актори
- АК свідчить, що персонаж з'явився у вигляді камео
- Темно-сірі клітинки свідчать, що персонажа не з'являвся у фільмі

| Персонаж                              | Фільми          | Фільми                 | Фільми                      | Фільми                | Фільми                         | Фільми              | Фільми                     | Фільми      | Фільми        | Фільми         | Телесеріали           |
| Персонаж                              | Людина зі сталі | Бетмен проти Супермена | Фільми про Загін самогубців | Фільми про Диво-жінку | Фільми про Лігу Справедливості | Фільми про Аквамена | Фільми про Шазама          | Хижі пташки | Чорний Адам   | Флеш           | Миротворець           |
| ------------------------------------- | --------------- | ---------------------- | --------------------------- | --------------------- | ------------------------------ | ------------------- | -------------------------- | ----------- | ------------- | -------------- | --------------------- |
| Баррі Аллен Флеш                      |                 | Езра МіллерК           | Езра МіллерК                |                       | Езра Міллер                    |                     |                            |             |               | Езра Міллер    | Езра МіллерК          |
| Артур Каррі Аквамен                   |                 | Джейсон МомоаК         |                             |                       | Джейсон Момоа                  | Джейсон Момоа       |                            |             |               | Джейсон МомоаК | Джейсон МомоаК        |
| Кел-Ел / Супермен Кларк Кент          | Генрі Кавілл    | Генрі Кавілл           |                             |                       | Генрі Кавілл                   |                     | Раян ГадліК                |             | Генрі КавіллК | Генрі КавіллК  | Бред АбраменкоК       |
| Джокер                                |                 |                        | Джаред Лето                 |                       | Джаред ЛетоК                   |                     |                            | Джон ҐотК   |               |                |                       |
| Дж'онн Дж'онзз Марсіанський Мисливець | Гаррі Леннікс   | Гаррі Леннікс          |                             |                       | Гаррі ЛенніксК                 |                     |                            |             |               |                |                       |
| Лоїс Лейн                             | Емі Адамс       | Емі Адамс              |                             |                       | Емі Адамс                      |                     |                            |             |               |                |                       |
| Діана Принц Диво-жінка                |                 | Галь Гадот             |                             | Галь Гадот            | Галь Гадот                     |                     | Галь ГадотК                |             |               | Галь ГадотК    | Кімберлі фон ІльбергК |
| Брюс Вейн Бетмен                      |                 | Бен Аффлек             | Бен АффлекК                 |                       | Бен Аффлек                     |                     |                            |             |               | Бен АффлекК    |                       |
| Генерал Зод                           | Майкл Шеннон    | Майкл ШеннонК          |                             |                       |                                |                     |                            |             |               | Майкл Шеннон   |                       |
| Аманда Воллер                         |                 |                        | Віола Девіс                 |                       |                                |                     |                            |             | Віола ДевісК  |                | Віола ДевісК          |
| Біллі Бетсон Шазам                    |                 |                        |                             |                       |                                |                     | Ешер Енжел та Захарі Лівай |             |               |                |                       |
| Харлін Квінзель Харлі Квін            |                 |                        | Марґо Роббі                 |                       |                                |                     |                            | Марґо Роббі |               |                |                       |
| Джонатан Кент                         | Кевін Костнер   | Кевін КостнерК         |                             |                       |                                |                     |                            |             |               |                |                       |
| Марта Кент                            | Даян Лейн       | Даян Лейн              |                             |                       |                                |                     |                            |             |               |                |                       |
| Альфред Пенніворт                     |                 | Джеремі Айронс         |                             |                       | Джеремі Айронс                 |                     |                            |             |               | Джеремі Айронс |                       |
| Віктор Стоун Кіборг                   |                 | Рей ФішерК             |                             |                       | Рей Фішер                      |                     |                            |             |               |                |                       |
| Мера                                  |                 |                        |                             |                       | Ембер ГердК                    | Ембер Герд          |                            |             |               |                |                       |
| Стів Тревор                           |                 |                        |                             | Кріс Пайн             |                                |                     |                            |             |               |                |                       |
| Чорний Адам                           |                 |                        |                             |                       |                                |                     | Двейн ДжонсонК             |             | Двейн Джонсон |                |                       |
| Крістофер Сміт Миротворець            |                 |                        | Джон Сіна                   |                       |                                |                     |                            |             |               |                | Джон Сіна             |

## Сприйняття

### Касові збори
| Фільм                           | Дата виходу в США | Дата виходу в Україні | Касові збори   | Касові збори | Касові збори   | Касові збори   | Бюджет      | Прм.   |
| Фільм                           | Дата виходу в США | Дата виходу в Україні | США та Канада  | Україна      | Світові        | Загальні       | Бюджет      | Прм.   |
| ------------------------------- | ----------------- | --------------------- | -------------- | ------------ | -------------- | -------------- | ----------- | ------ |
| Людина зі сталі                 | 14 червня 2013    | 20 червня 2013        | $291,045,518   | $1,039,036   | $377,000,000   | $668,045,518   | $225 млн    | [ 68 ] |
| Бетмен проти Супермена          | 25 березня 2016   | 24 березня 2016       | $330,360,194   | $1,279,073   | $543,274,725   | $873,634,919   | $250 млн    | [ 69 ] |
| Загін самогубців                | 5 серпня 2016     | 4 серпня 2016         | $325,100,054   | $2,916,352   | $421,746,840   | $746,846,894   | $175 млн    | [ 70 ] |
| Диво-жінка                      | 2 червня 2017     | 1 червня 2017         | $412,563,408   | $826,118     | $409,283,604   | $821,847,012   | $149 млн    | [ 71 ] |
| Ліга справедливості             | 17 листопада 2017 | 16 листопада 2017     | $229,024,295   | $1,438,545   | $428,900,000   | $657,924,295   | $300 млн    | [ 72 ] |
| Аквамен                         | 21 грудня 2018    | 13 грудня 2018        | $335,104,314   | $4,073,815   | $813,424,079   | $1,148,528,393 | $200 млн    | [ 73 ] |
| Шазам!                          | 5 квітня 2019     | 4 квітня 2019         | $140,480,049   | $1,441,005   | $227,318,962   | $367,799,011   | $100 млн    | [ 74 ] |
| Хижі пташки                     | 7 лютого 2020     | 6 лютого 2020         | $84,172,791    | $1,092,984   | $121,200,000   | $205,372,791   | $85 млн     | [ 75 ] |
| Диво-жінка 1984                 | 25 грудня 2020    | 16 грудня 2020        | $46,801,036    | $1,104,397   | $122,800,000   | $169,601,036   | $200 млн    | [ 76 ] |
| Загін самогубців: Місія навиліт | 5 серпня 2021     | 5 серпня 2021         | $55,817,425    | $1,568,382   | $112,900,000   | $168,717,425   | $185 млн    | [ 77 ] |
| Чорний Адам                     | 21 жовтня 2022    | 20 жовтня 2022        | $168,152,111   | —            | $225,100,000   | $393,252,111   | $195 млн    | [ 78 ] |
| Шазам! Лють богів               | 17 березня 2023   | 16 березня 2023       | $57,638,006    | $220,038     | $76,145,000    | $133,783,006   | $125 млн    | [ 79 ] |
| Флеш                            | 16 червня 2023    | 16 червня 2023        | $105,210,665   | —            | $156,800,000   | $262,010,665   | $200 млн    | [ 80 ] |
| Синій Жук                       | 18 серпня 2023    | 17 серпня 2023        | $72,488,072    | —            | $56,800,000    | $129,288,072   | $120 млн    | [ 81 ] |
| Аквамен і загублене королівство | 20 грудня 2023    | 21 грудня 2023        | $124,479,030   | —            | $309,900,000   | $434,379,030   | $205 млн    | [ 82 ] |
| Загалом                         | Загалом           | Загалом               | $2,778,718,732 | $16,999,745  | $6,985,076,621 | $7,182,043,723 | $2.734 млрд | [ 83 ] |

### Реакція критиків
| Фільм                                          | Rotten Tomatoes     | Metacritic       | CinemaScore |
| ---------------------------------------------- | ------------------- | ---------------- | ----------- |
| Людина зі сталі                                | 56 % (344 рецензії) | 55 (47 рецензії) | A–          |
| Бетмен проти Супермена: На зорі справедливості | 29 % (438 рецензій) | 44 (51 рецензія) | B           |
| Загін самогубців                               | 26 % (392 рецензії) | 40 (53 рецензії) | B+          |
| Диво-жінка                                     | 93 % (480 рецензій) | 76 (50 рецензій) | A           |
| Ліга справедливості                            | 39 % (409 рецензій) | 45 (52 рецензії) | B+          |
| Аквамен                                        | 65 % (414 рецензії) | 55 (50 рецензій) | A–          |
| Шазам!                                         | 90 % (420 рецензій) | 71 (53 рецензії) | A           |
| Хижі пташки (та фантастична Харлі Квін)        | 78 % (442 рецензії) | 60 (59 рецензій) | B+          |
| Диво-жінка 1984                                | 58 % (449 рецензій) | 60 (58 рецензій) | B+          |
| Ліга справедливості Зака Снайдера              | 71 % (310 рецензій) | 54 (46 рецензій) | —           |
| Загін самогубців: Місія навиліт                | 90 % (379 рецензій) | 72 (55 рецензій) | B+          |
| Чорний Адам                                    | 38 % (296 рецензій) | 41 (52 рецензії) | B+          |
| Шазам! Лють богів                              | 49 % (244 рецензії) | 47 (49 рецензій) | B+          |
| Флеш                                           | 64 % (348 рецензій) | 56 (54 рецензії) | B           |
| Синій Жук                                      | 78 % (272 рецензії) | 61 (52 рецензії) | B+          |
| Аквамен і загублене королівство                | 34 % (204 рецензії) | 42 (43 рецензії) | B           |
| Середній рейтинг                               | 60 %                | 55               | B+          |

### Нагороди
- На 89-й церемонії вручення нагород премії «Оскар» «Загін самогубців» переміг у номінації «Найкращий грим і зачіски»[130].
- На 18-й премії «Золотий трейлер», трейлер «Диво-жінки» виграв у номінаціях «Найкраще шоу» і «Найкраща фентезі-пригода».
  - Один з постерів картини також виграв в номінації «Найкращий постер літнього блокбастера 2017»[131]/